# Prospekt Mira (Koltsevajalinjen)
Prospekt Mira (ryska: Проспект Мира), Fredsavenyn, är en tunnelbanestation på Koltsevajalinjen i Moskvas tunnelbana. 
Stationen öppnades den 30 januari 1952 och hette ursprungligen Botanitjeskij Sad (Ботанический Сад), efter Moskvauniversitetets botaniska trädgård, som ligger i närheten. Stationens pyloner är klädda i vit marmor, krönta av keramiska basrelief-friser med botaniska element. I frisernas centrum finns basreliefmedaljonger av Motovilov, vilka illustrerar olika aspekter av jordbrukets utveckling i Sovjetunionen. Väggarna är klädda i mörkröd Uralmarmor och golven är schackrutiga i svart och grå granit. I taket hänger flera cylindriska ljuskronor.

## Byte
På Prospekt Mira kan man byta till stationen med samma namn på Kaluzjsko-Rizjskajalinjen (oranga linjen).